# Méridianiite
La méridianiite est un minéral de la classe des sulfates. Il a été nommé d'après Meridiani Planum (une plaine de la planète Mars), car il a été suggéré qu'il se trouve dans les dépôts de sulfates de Mars. Il a été décrit en 1837 par Carl Julius Fritzsche. La méridianiite a été officiellement nommée et approuvée comme un nouveau minéral par la Commission on New Mineral Names and Mineral Nomenclature de l'Association internationale de minéralogie en novembre 2007,.

## Caractéristiques
La méridianiite, de formule MgSO4·11H2O, est la phase cristalline du sulfate de magnésium qui précipite à partir de solutions saturées en ions Mg2+ et SO42− à des températures inférieures à 2 ˚C. La structure cristalline a été résolue par Peterson et Wang en 2006, révélant qu'elle était triclinique. Elle se décompose au-dessus de 2 °C pour produire de l'epsomite (MgSO4·7H2O) et de l'eau. La méridaniite et l'eau ont un point eutectique à −3,9 °C et 17,3 % (en masse) de MgSO4,,.

## Classification
Selon la classification de Nickel-Strunz, la méridianiite appartient à "07.CB: Sulfates (séléniates, etc.) sans anions additionnels, avec H2O, avec des cations de taille moyenne", avec les minéraux suivants : dwornikite, gunningite, kiesérite, poitevinite, szmikite, szomolnokite, cobaltkiesérite, sandérite, bonattite, aplowite, boyléite, ilésite, rozénite, starkeyite, drobecite, cranswickite, chalcanthite, jôkokuite, pentahydrite, sidérotile, bianchite, chvaleticéite, ferrohexahydrite, hexahydrite, moorhouséite, nickelhexahydrite, retgersite, biebérite, boothite, mallardite, mélantérite, zinc-mélantérite, alpersite, epsomite, goslarite, morénosite, alunogène, méta-alunogène, aluminocoquimbite, coquimbite, paracoquimbite, rhomboclase, kornélite, quenstedtite, lausénite, lishizhénite, römerite, ransomite, apjohnite, bilinite, dietrichite, halotrichite, pickeringite, redingtonite et wupatkiite.

## Formation et gisements
C'est un minéral qui est présent naturellement dans une grande variété d'environnements. Il est associé à des minéraux d'évaporite tels que l'epsomite, la mirabilite, certains halogénures et autres sulfates de sodium-magnésium.